# همسر کشاورز (فیلم ۱۹۴۱)
همسر کشاورز (انگلیسی: The Farmer's Wife) فیلمی در ژانر درام به کارگردانی نورمن لی است که در سال ۱۹۴۱ منتشر شد.